# Judith Hansberry
Judith Hansberry – australijska judoczka.
Brązowa medalistka mistrzostw Oceanii w 1975 i 1977. Mistrzyni Australii w 1973 i 1974 roku.